# Lactalis Nestlé produits frais
Lactalis Nestlé Ultra-Frais (LNUF), officiellement Lactalis-Nestlé Produits Frais, est une coentreprise franco-suisse spécialisée dans la fabrication de produits laitiers, vendus sous les diverses marques de Nestlé, de Lactalis, et sous des marques de distributeurs.
Présente en France, en Espagne, au Royaume-Uni et en Suisse, elle réunit les groupes agroalimentaires suisse Nestlé et français Lactalis, respectivement n°1 et n°2 mondiaux des produits laitiers, au sein d'une coentreprise.

## Historique
Lactalis Nestlé Produits Frais est née en 2006 de l'incorporation des activités de Nestlé Produits Frais en Europe au sein du Groupe Lactalis par le biais d'une coentreprise (joint-venture) dans laquelle Lactalis est majoritaire.
Lactalis Nestlé Ultra-Frais réalise environ 1,5 milliard d'euros de chiffres d'affaires en Europe en 2018.

## Marques
L'entreprise commercialise toutes sortes de produits ultra-frais laitiers : yaourts, yaourts à boire, yaourts à la grecque, skyr, crèmes desserts, flans, etc. Elle produit notamment de très nombreuses marques de distributeurs et commercialise également les marques suivantes (uniquement les produits frais) : Nestlé, La Laitière, Flanby, Sveltesse, Siggi's, Lactel, Lou Perac, Chambourcy, Fruttolo, Yoco, Munch Bunch, Rachel's, Smarties, Kit Kat, Lion, Nesquik, Nescafé...

## Implantations
Lactalis Nestlé Ultra-Frais possède des usines en France, à Vallet, Lisieux, Montayral, Saint-Martin-des-Entrées (Bayeux), Laval, Cuincy, Andrézieux, ainsi qu'en Espagne (Lactalis Nestlé Productes Làctics Refrigerats Ibèria), à Guadalajara, en Suisse (Lactalis Nestlé Frischprodukte Schweiz), à Zoug, et au Royaume-Uni, à Aberystwyth.